# Рон Мулок
Рон Мулок (Дарлингурст, 11. јануар 1930 — Пенрит, 5. септембар 2014) био је аустралијски политичар и члан Законодавне скупштине Новог јужног Велса.
Од октобра 1978. до 1981. године био је министар за минералне ресурсе. Између 1981. и 1984. године био је министар образовања. Од 1984. до 1986. године био је министар здравља а од 1986 до 1987. године био је министар саобраћаја.